# Hospital de Sant Antoni Abat
|  | Per a altres significats, vegeu «Hospital de Sant Antoni Abat (l'Arboç)». |

L'Hospital de Sant Antoni Abat és un hospital a la ciutat de Vilanova i la Geltrú (Garraf) protegit com a bé cultural d'interès local. L'Hospital de Sant Antoni Abat està format per un conjunt d'edificacions distribuïdes dins d'un extens espai, la construcció de les quals correspon a períodes diferents i a les necessitats d'ampliació derivades del canvi de funció experimentat per la construcció, que en el seu origen fou el convent dels Carmelites de Vilanova i la Geltrú.
Els edificis, en general, consten de planta baixa i pis, amb cobertes planes o inclinades a dues o més vessants. La façana principal del bloc corresponent a les antigues dependències conventuals configura, amb l'església annexa, una petita plaça. Presenta obertures d'arc rebaixat, trencaaigües a les finestres del primer pis, cornisa de separació de les dues plantes, cornisa de coronament i motius ornamentals senzills.
L'actual Hospital de Sant Antoni de Sant Abat va ser en el seu origen un convent, amb església annexa, construït amb motiu de l'establiment a Vilanova dels carmelites, el 1735. La primera pedra va ser col·locada el 1737 i la comunitat es va instal·lar el 1738. L'any 1835 els carmelites van abandonar l'edifici, que fou utilitzat com a caserna. El 1845, l'Ajuntament va sol·licitar autorització per traslladar-hi l'antic hospital del carrer dels Estudis. L'autorització fou concedida el 1847 i, després d'efectuar-hi obres d'adaptació a la nova funció, el trasllat es va realitzar el 30 de març de 1853.
L'edifici va experimentar, en els anys successius, ampliacions i reformes diverses, amb la construcció de nous pavellons. Les obres d'ampliació més remarcables foren els nous pavellons construïts respectivament el 1887, el 1890 i el 1908, projectat aquest darrer per l'arquitecte Josep Font i Gumà. Actualment conté el dispensari municipal, un ambulatori, un centre psiquiàtric, un servei d'urgències de la seguretat social i una clínica particular.